# Пантелеймон Кулиш
Пантелеймон Кулиш (на украински: Пантелеймон Куліш; р. 7 август 1819, село Воронеж, Глуховски уезд, Черниговска губерния, Руска империя – п. 14 февруари 1897, хутор Мотроновка (Мотронивка), Борзнянски уезд, Черниговска губерния, Руска империя) е украински писател, поет, публицист, етнограф, един от водачите на украинското национално движение през XIX век.
Автор е на първата фонетична азбука на украинския език, която е в основата на съвременния украински правопис.
Член на Сръбската академия на науките и изкуствата от 1892 г.

## Биография

### Детство
Роден е в украинско дворянско семейство от казашки произход – дядо му е бил сотник на Воронежката сотня от Нежинския полк на Хетманшчина. Той е дете от втория брак на дребния дворянин Олександър Андрийович, а майка му, Катерина, е дъщеря на казашкия сотник Иван Гладки.
В хутора близо до Воронеж (Украйна) момчето от ранна възраст слуша различни приказки, легенди, особено народни песни, които майка му му пее. Той има и „духовна майка“ – съседката Уляна Терентьевна Мужиловска, която го приобщава към мъдростта на книгите и настоява той да учи в Новгород-Сиверската гимназия. За първите години от живота си и обучението си Панко Кулиш ще разкаже в романите „Историята на Уляна Терентьевна“ (1852), „Феклуша“ (1856) и „Яков Яковлевич“ (1852). П. Кулиш изпитва трудности по време на обучението си, въпреки любовта си към литературата и рисуването, защото и училището, и гимназията са били русифицирани, а той, както си спомня по-късно, е трябвало да приложи доста усилия, докато започне да говори както е написано в книгите. Първата му литературна творба е разказът „Циганин“, който създава по народна приказка, чута от майка му.

### Образование
Отначало Пантелеймон учи при местния дякон Андрий, по-късно в училището при църквата „Свети Николай“, а по-късно в Новгород-Сиверската гимназия. Слуша лекции в Киевския университет, където се сприятелява с първия му ректор Михайло Максимович. Професорът насърчава способния студент да се занимава с литература, да събира и изучава фолклора. Но мечтата на Кулиш да учи в университет, която младият мъж преследва от 1834 г., когато прави първия си неуспешен опит да постъпи, приключва през 1841 г., защото Кулиш не е имал документално удостоверение за аристократичен произход, въпреки че баща му е бил от казашко семейство и следователно това му е давало право да учи в университета. Кулиш няколко години е свободен слушатели във Филологичния, а по-късно и в Юридическия факултет, което се оказва решаващо за бъдещето му.

### През 1840-те
През 1840-те години Пантелеймон Кулиш получава длъжността преподавател в дворянското училище в Луцк. Тогава той написва на руски историческия роман „Михаил Чарнишенко“, поетичната историческа хроника „Украйна“ и разказа-идилия „Орисия“. Многократно (1843, 1844, 1856) гостува на творчески пленер в имението на Михал Грабовски . По-късно работи в Киев, Ривне и когато списание „Современник“ започва да публикува първите глави от известния му роман „Чорна рада“ („Черно събрание“) през 1845 г., ректорът на Петербургския университет П. Плетньов (той е и редактор на „Современник“) го кани в столицата на Руската империя като старши гимназиален учител и като лектор по руски език за чуждестранните студенти.
Петербургската академия на науките дава стипендия на Кулиш за изучаване на славянски езици, история, култура и изкуство в Европа. Той заминава с 18-годишната си съпруга Олександра Белозерска, за която се жени на 22 януари 1847 г. Свидетел на сватбата е приятелят на Пантелеймон Тарас Шевченко.

### Арест, лишаване от свобода и заточение
Във Варшава Кулиш е арестуван по делото срещу членовете на Кирило-Методиевото братство и е върнат в Петербург, където го разпитват почти три месеца, но така и не откриват доказателства, че ученият е бил член на тайната организация. Царската жандармерия решава, че, въпреки че Кулиш не принадлежи към братството, той е бил в приятелски отношения с всички негови членове и е изказвал идеята, че Украйна имала някаква значимост, дори в печатните му произведения имало много двусмислени места, които биха могли да вдъхновят малоросите да се отделят от империята, и го изпраща за 4 месеца в затвора, а след това – на заточение в град Тула.
След ареста на Пантелеймон, поради нервно изтощение, Олександра ражда мъртво дете. За съжаление двойката няма повече деца.
По време на изгнанието семейството живее доста бедно и предимно от хонорарите на Олександра. Въпреки мизерията трите години и три месеца, прекарани в Тула, са доста плодотворни. Кулиш пише „Историята на Борис Годунов и Дмитрий Самозванец“, историческия роман „Северняци“, който по-късно е публикуван под заглавието „Алексѣй Однорогъ“, автобиографичния роман в стихове „Евгений Онегин на нашето време“, романа „Петър Иванович Березин и семейството му, или Хората, които решили да бъдат щастливи на всяка цена“. Там учи английски, испански и други европейски езици, и става неофициален редактор на губернското списание. Започва да превежда книгата „Дон Кихот“ на Мигел де Сервантес.

### Завръщане в Санкт Петербург
Благодарение на ходатайството на своята вярна съпруга, на П. Плетньов и особено на застъпничеството на земляка-сенатор О. В. Кочубей, П. Кулиш се завръща в Санкт Петербург, където продължава работата си, но известно време няма право да публикува. Под псевдонима „Николай М.“ той публикува руски романи и двутомника „Записки за живота на Николай Гогол“ в списание „Современник“.
Кулиш купива сосбствен хутор в Полтавска губерния и там се запознава с майката на Николай Гогол. Това го подтиква да подготви 6-томно издание със произведенията и писмата на автора на Тарас Булба и Мъртви души. Но за свой най-голям творчески успех Пантелеймон Кулиш счита сборника с фолклорно-исторически и етнографски материали „Записки за Южна Русия“. Те се появяват в Петербург през 1856 – 1857 г. в два тома. През 1857 г. Кулиш подготвя и издава украински буквар, и различни учебници и помагала за началните украински училища.
Кулиш за завръща заедно със съпругата си в хутор Мотронивка и оттук през март 1858 г. тръгват на пътешествие из Европа. Пантелеймон Кулиш детайлно описва в писмата си и най-малките подробности от живота на европейските народи, вглежда се отблизо в постиженията на тогавашната цивилизация, но без да им се възхищава. Напротив, той е дълбоко загрижен за бъдещето на природния патриархален бит. Хутора като форма на практическо въплъщение на идеята на Жан-Жак Русо за хармоничен живот в природата и като духовен оазис на националната идентичност – този идеал очарова Пантелеймон Кулиш.
Кулиш не получава разрешение да създаде украинско списание в Санкт Петербург, затова създава алманаха „Хата“ („Къща“). По същото време братът на съпругата му Васил Билозерски подготвя издаването на първото украинско списание „Основа“. Кулиш и съпругата му, която започва да публикува разкази под псевдонима Ханна Барвинок (барвинок е украинското название на цветето тинтява), веднага започват да подготвят материали за това литературно и обществено-политическо списание.
Пантелеймон Кулиш усърдно работи за повишаването на историческото самосъзнание на украинците. Затова започва да пише „Исторически истории“ – научнопопулярни есета за историята на Украйна. Първите – „Хмелницки“ и „Виговщина“, се появяват се през 1861 г. в списанието „Основа“. На страниците на списанието се появяват първите му лирически стихотворения и поеми, написани след второто му пътуване до Западна Европа, което той осъществява с Микола Костомаров.
През 1862 г. той издава своята първа поетична книга „Досвітки“ – една година преди появата на позорния Валуевски циркуляр, който ограничава публикуването на книги, написани на украински език.
Славата за Кулиш стига до Галиция, където лвовските списания публикуват неговата проза, поезия, статии. Известният украински писател Иван Франко заявява: „Кулиш е основният двигател на украинофилското движение в Галиция през 60-те и почти до средата на 70-те години“.

### През 1860-те и 1870-те
Поради липса на средства и липса на работа след закриването на научно-литературното списание „Основи“, Кулиш през 1864 г. се премества във Варшава, където работи като държавен чиновник .
Четирите години във Варшава и спечелените пари (тук той работи като директор по духовните въпроси и е член на комисията за превод на полските закони) позволяват на писателя да придобие значителен опит и знания (работа в обществена институция, изучаване на архивите, където прави множество записи за бъдещите си исторически изследвания, приятелство с полската интелигенция и украинците от Галиция, по-специално от Лвов, който той често посещава).
Активно помага на украинската преса в Австрия, където излиза вестник „Правда“ с особения фонетичен правопис на Кулиш – „кулишивка“. По-късно този правопис става литературна норма на украинския език в Украинската народна република и в днешна Република Украйна.
Емоционален и активен човек, склонен решително да отстоява идеите си, П. Кулиш търпеливо и целенасочено подбира материали, за да обоснове концепцията си за негативното въздействие на казашките и селските въстания върху развитието на украинската държавност и култура. Докато работи във Варшава от 1864 до 1868 г., от 1871 г. във Виена и от 1873 г. в Санкт Петербург като редактор на „Журнал на Министерството на железниците“, той подготвя тритомно изследване „История на Обединението на Рус“, което предизвиква противоречиви отзиви от украинските общественици. След време Кулиш сам отхвърля патоса на „обединението“ и се превръща в популяризатор на идеята за сближаване с Османската империя, а след време – и с Австро-Унгария. Но всички тези идеи всъщност отразяват опитите на Кулиш да открие „формулата“, която да доведе до възраждането на Украйна като част от съвременния свят. Кулиш постепенно се разочарова от държавната служба и своите „москвофилски“ ориентации, особено след издаването на Емския указ, който ограничава използването на украинския език в Руската империя.

### Последните години от живота
През последните години от живота си живее със съпругата си в малкото село Мотронивка (съвременен украински правопис: Мотронивка), близо до град Борзна в бившия Нежински административен район. Тук той управлява, твори, например създава сборник със своите рускоезични статии и украинскоезични художествени произведения „Хуторска философия и поезия далеч от света“, който след публикуването през 1879 г. е забранен от цензурата и е изтеглен от продажба. Но това не спира писателя. Погледът му отново се обръща към далечна Галиция с надеждата да привлече украински и полски интелектуалци към съвместни културни дейности, изучава мюсюлманския свят, особено етичните принципи на исляма, като създава поемата „Мохамед и Хадиджа“ (1883 г.) и драмата в стихове „Байда, княз Вишневецки“ (1884 г.).
Кулиш превежда много, особено Шекспир, Гьоте, Байрон, Шилер, Хайне. Публикува в Женева трети сборник с поезия „Дзьвін“ („Камбана“) (1893). Подготвя за публикуване във Виена пълния първи украински превод на Библията; завършва историографския труд в три тома „Отпадането на Малорусия от Полша“, води кореспонденция с много хора, тревожи се за раздора между славянските народи, особено от шовинизма на полската шляхта в Източна Галиция срещу украинското население, занимава се с издаването на прогресивни списания и вестници. За съжаление, само няколко негови превода на Шекспир са публикувани приживе. Американско-украинският филолог Андрий Даниленко смята, че влиянието на Кулиш върху формирането както на съвременната украинска култура от онова време, така и върху формирането на украинския литературен език е безценно.
Пантелеймон Кулиш умира на 14 февруари 1897 г. в своя хутор Мотронивка.

## Кулишивка
В края на 1850-те години Кулиш създава първата фонетична азбука на украинския език, в която няма църковнославянски букви ѣ и ы, появява се буквата g (за обозначаването на Ґ). Като цяло правописът на Кулиш е в основата на съвременната украинска азбука, въпреки че основната Кулишивка е претърпяла значителна трансформация.
От 1876 г. Кулишивката е забранена в Руската империя, но през 1890-те е въведена в модифициран вид в училищата в Галиция, което дава тласък за развитието на този правопис.

## Превод на Библията
Кулиш осъществява първия пълен превод на Библията. Ученият започва да работи на превода през 1860 година, към него се присъединява Иван Нечуй-Левицки. През 1869 година те привличат към преводаческата си дейност Иван Пулюй – известен учен-физик с дълбоки познания по богословие. През 1881 Научното дружество „Тарас Шевченко“ издава в Лвов Новия Завет, преведен от тримата.
Работата над Стария Завет продължава. Загадачен пожар през ноември 1885 в хутора на Кулиш унищожава черновата на превода на Стария Завет. Преводачите започват работата си от самото начало. След смъртта на Пантелеймон Кулиш Иван Пулюй завършва превода на Стария Завет.
Малко преди смъртта си Кулиш публикува опростена версия на Детската Библия.
През 1903 година Британското и чуждестранно библейско дружество издава първата пълна украинска Библия („Свещено Писание на Стария и Новия Завет“), преведена от П. Кулиш, И. Нечуй-Левицки и И. Пулюй. Тази Библия е преиздавана през 1912 във Виена, през 1921 и 1930 в Берлин, 1947 – в Ню-Йорк и Лондон. На територията на Украйна преводът на Кулиш на Библията е издаден за първи път едва през 2000 в Киев.